# Jan Kristiansen
Pour les articles homonymes, voir Kristiansen.
Jan Kristiansen, né le 4 août 1981 à Varde au Danemark, est un ancien footballeur international danois.

## Palmarès

### En club
1.FC Nuremberg
- Vainqueur de la Coupe d'Allemagne (1) : 2007.

### Individuel
- Élu Espoir danois de l'année en 2004
- Meilleur buteur du championnat du Danemark en 2003